# Gloeocystidiellum friesii
Gloeocystidiellum friesii är en svampart som beskrevs av S. Lundell. Gloeocystidiellum friesii ingår i släktet Gloeocystidiellum och familjen Stereaceae.   Inga underarter finns listade i Catalogue of Life.